# Jagry
Jagry (in russo Ягры?) è un'isola del mar Bianco situata nella baia della Dvina. Amministrativamente fa parte della città di Severodvinsk nell'Oblast' di Arcangelo (Circondario federale nordoccidentale) in Russia.
L'isola, situata alla foce della Dvina settentrionale, ospita una zona residenziale di Severodvinsk e il cantiere navale Zvёzdočka («Звёздочка»). A sud-est, il tratto di mare denominato "bocca di Nikolskij" (Никольское устье) separa l'isola dal centro di Severodvinsk. Una grande spiaggia turistica si trova sul lato ovest.
Le isole adiacenti sono disabitate: Uglomin' (Угломинь), Glubokij (Глубокий), Krivec (Кривец), Chvosty (Хвосты), Trestjannyj (Трестянный), Malyj Čajačij (Малый Чаячий).

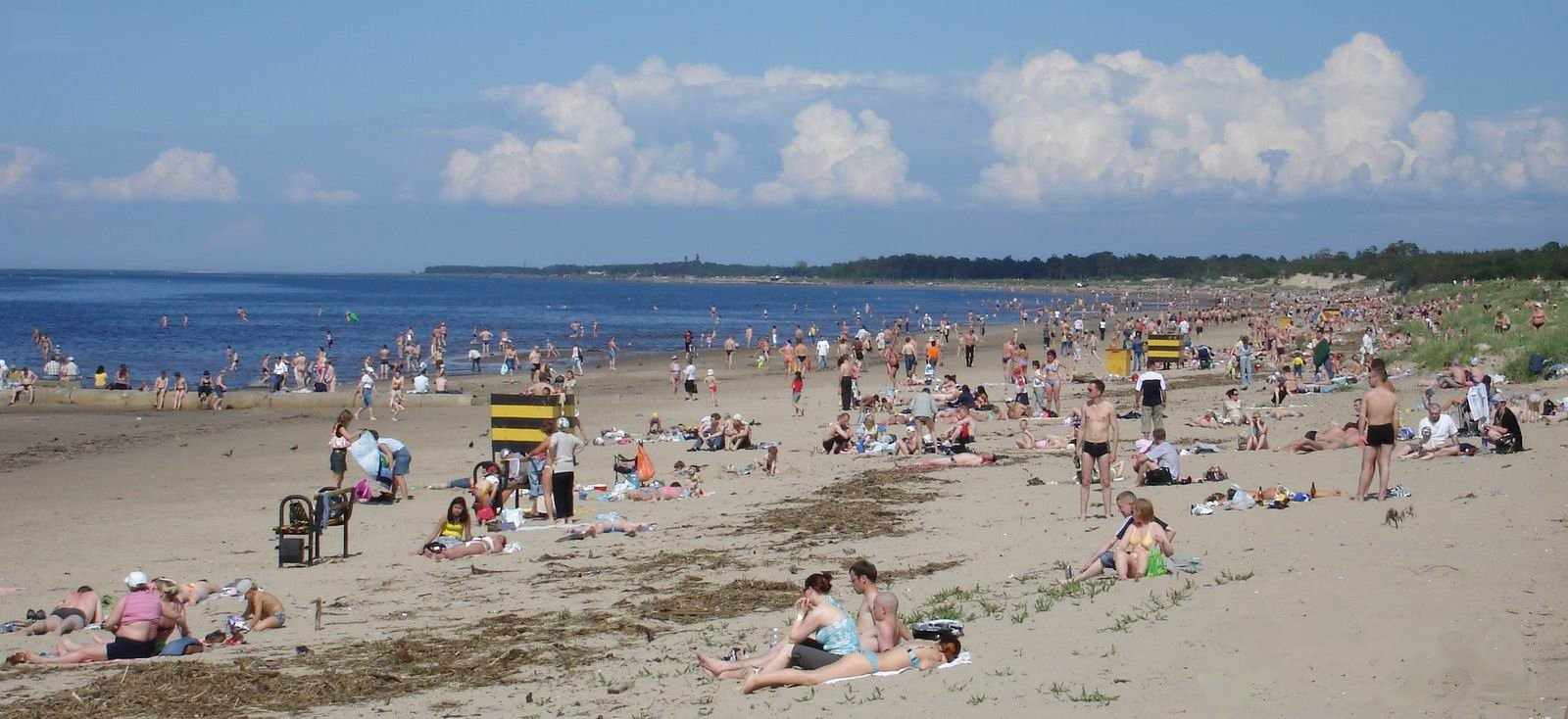
La spiaggia di Jagry

## Storia
Fu qui che il 24 agosto 1553, l'unica nave sopravvissuta della spedizione di Hugh Willoughby, la Edward Bonaventura, fu ormeggiata dal capitano inglese Richard Chancellor. Gli inglesi chiamarono l'isola "Rosa" per la diffusa presenza di rosa canina, come si legge nelle memorie del libro «Viaggiatori inglesi nello stato di Mosca nel XVI secolo» (Английские путешественники в Московском государстве в XVI веке).
Negli anni 1938-1953, esisteva sull'isola il campo di lavoro Jagrinskij (Ягринлаг) dell'NKVD.